# Poste frontalier de Saint-Bernard-de-Lacolle
Le poste frontalier de Saint-Bernard-de-Lacolle est un poste de douane à la frontière du Canada et des États-Unis, qui relie le Québec à l'État de New York. C'est l'une des plus grandes douanes et le sixième poste frontalier le plus utilisé par les deux pays (environ 735 000 véhicules par an ; environ 2 000 par jour).
Il connecte les villes de Champlain, dans l'État de New York, et de Saint-Bernard-de-Lacolle, au Québec. C'est aussi le terminus de l'Interstate 87 américaine et l'autoroute 15 canadienne. Du côté canadien, il est connu par le nom du poste frontalier Lacolle ; du côté américain, il est connu par le nom du poste frontalier Champlain.